# Lolicon
Lolicon lub rorikon (jap. ロリコン) – japoński skrót pochodzący od słowa „lolita complex” (jap. ロリータ・コンプレックス roriita konpurekkusu;  dosł. „kompleks lolity”), w Japonii oznaczający pokładanie swoich uczuć w młodych dziewczynkach lub też dorosłych kobietach na takie stylizowanych. Na zachodzie termin odnosi się do erotycznej mangowej sztuki przedstawiającej nieletnie postacie, często produkowanej w Japonii.

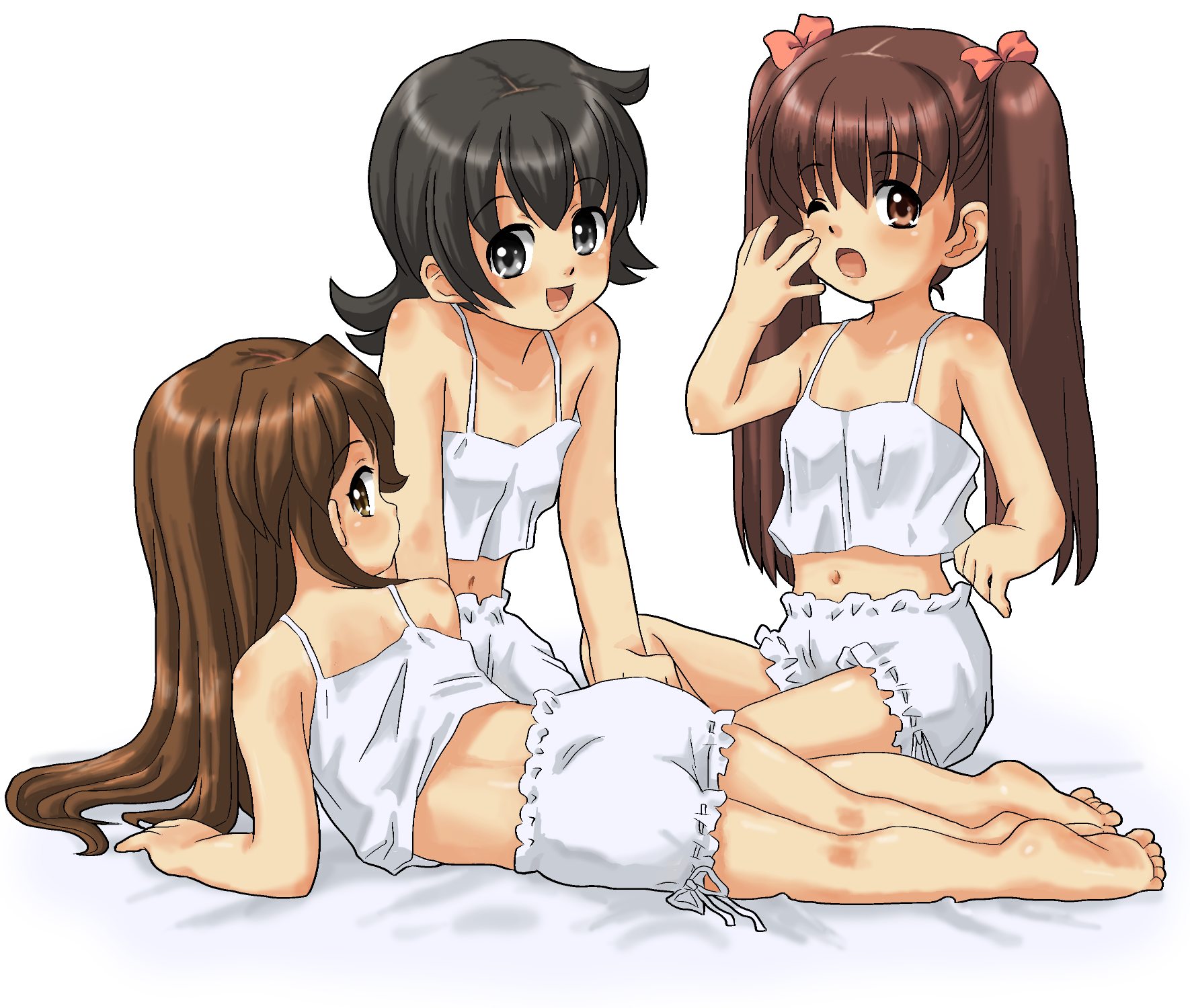
Przykład grafiki typu lolicon

Początku loliconu można doszukiwać się w latach 70. XX w., zaś za prekursora tego gatunku uznaje się Hideo Azumę, który w 1979 r. opublikował mangę „White Cybale”. Loliconowa grafika przedstawia zazwyczaj żeńskie postaci w wieku 8–13 lat. Ilustrowany lolicon jest legalny w Japonii. Jest częstym tematem artykułów naukowych na temat życia seksualnego w owym kraju. Rysowane loliconowe media są łatwo dostępne w wielu księgarniach i stoiskach z wiadomościami w Japonii.